# ネチェルカラー
ネチェルカラー（Netjerkare）は古代エジプト第6王朝のファラオである。
第6王朝の7代目の、そして最後の君主であるが、一部の学者は彼を第7王朝の最初の王としている。第6王朝の最後の王とする場合はエジプト古王国時代の最後の王と考えられることもある。ネチェルカラーの治世は紀元前22世紀初期にあたり、ファラオの権力が崩壊し、州侯の権力が増大してゆく時代だった。男性にもかかわらず、ヘロドトスやマネトが述べているニトクリス女王と同一視される。
プラエノーメン(ホルス名)「ネチェルカラー」は、セティ1世の時代に編集された『アビドス王名表』の四十番目、メルエンラー2世の次に刻まれており、また大英博物館に所蔵されている出所不明の銅器にも記されている。サー・ラー名「ニトケルティ・シプタハ（Neitiqerty Siptah）」は、『トリノ王名表』の第5列7行にも記されている（第4列7行はアラン・ガーディナーの修復になる）。

## 「ニトクリス女王」との同一視
ヘロドトスは『歴史』において、エジプトの女王ニトクリスが夫でもあった王が暴徒に殺害された復讐を果たした、という伝説を記録している。彼女は殺害者たちを宴に集め、その間にナイル川の流れを注ぎ込んで溺れさせたのである。この話はマネトも『アイギュプティカ（古代ギリシア語: Αἰγυπτιακά、アルファベット表記：Aegyptiaca・エジプト誌）』で触れている。マネトはニトクリスについて「当時のあらゆる男より勇敢で、白い肌と赤い頬をしたもっとも美しい女性だった」と記述しており、さらにメンカウラー王のピラミッドも彼女が建てたとしている。殺害された王についてヘロドトスは名を挙げていないが、マネトーの『アイギュプティカ』でニトクリスは、メルエンラー2世の次に来ているため、彼がこの王であるとされることが多い。『アビュドス王名表』でメルエンラー2世の次にある王は「ネチェルカラー」であるため、ドイツのエジプト学者ルートヴィ・シュテルン（Ludwig Stern）は1883年に、ネチェルカラーとニトクリスが同一人物であるとの説を唱えた。
近年の研究において、デンマークのエジプト学者キム・ライホルトはシュテルンの仮説を検証した。ライホルトは「ニトクリス」という名は「ネチェルカラー」の合成・変形から生じたものであると主張している。『トリノ王名表』の分析を見ると、第19王朝時代の初期に編集されたほかのリストは「ニトケルティ・シプタハ」を不確かな位置に挙げている。ライホルトがパピルスの繊維を顕微鏡分析した結果、この名前が表れている断片が、第6王朝の末期、メルエンラー2世のすぐ後につづくことが示されている。『トリノ王名表』で「ニトケルティ・シプタハ」が挙げられているのと同じ位置に『アビュドス王名表』ではネチェルカラーが挙げられているため、両者が同一視されたのである。さらに、サー・ラー名「シプタハ」は男性名であり、ニトクリスが実際には男性のファラオであったことを示している。「ニトクリス」という名はおそらく、ホルス名「ニトケルティ」に由来している。「ニトケルティ」は、「ネチェルカラー」が崩れたものか、「ニトケルティ・シプタハ」がこの王のサー・ラー名であり「ネチェルカラー」がホルス名だったのである。